# Велф I, војвода Баварске
Велф I, војвода Баварске (око 1035/1040. — Пафос, 6. новембар 1101) био је војвода Баварске 1070—1077. и 1096—1101. Један је од учесника Крсташког рата 1101. године. Према генеалогији Дома старешина Велфа он је Велф IV.

## Крсташки рат 1101.
У крсташки рат Велф је пошао у склопу четврте, бројно највеће армије, заједно са Вилијамом IX од Аквитаније и Идом од Аустрије. Армија је бројала око 60.000 људи. Чим су прешли Босфор, крсташи су покушали да из ропства ослободе кнеза Антиохије Боемунда Тарентског кога је у бици код Мелитене заробио владар Данишмена Малик Гази. Међутим, Вилијамова четврта армија је веома страдала док се током јуна и августа 1101. године кретала кроз пустињу. У близини Хераклеје, код реке Ерџли, дана 5. септембра, Турци су им припремили клопку и исекли готово целокупну армију. Вилијам и Велф су се спасили, а Ида од Аустрије је нестала. У бици је живот изгубио и учесник Првог крсташког рата, Иго од Вермандоа.
Велф је успео да избегне смрт у бици код Хераклеје, али је умро при повратку у Француску на Пафосу (Кипар).

## Породично стабло
|  |                                      |  |  |  |  |  |  |  |  |  |  |  |  |  |  |  |
|  | 2. Алберт Ацо II, маркгроф од Милана |  |  |  |  |  |  |  |  |  |  |  |  |  |  |  |
|  |                                      |  |  |  |  |  |  |  |  |  |  |  |  |  |  |  |
|  |                                      |  |  |  |  |  |  |  |  |  |  |  |  |  |  |  |
|  | 1. Велф IV                           |  |  |  |  |  |  |  |  |  |  |  |  |  |  |  |
|  |                                      |  |  |  |  |  |  |  |  |  |  |  |  |  |  |  |
|  |                                      |  |  |  |  |  |  |  |  |  |  |  |  |  |  |  |
|  | 3. Кунигунда од Алтдорфа             |  |  |  |  |  |  |  |  |  |  |  |  |  |  |  |
|  |                                      |  |  |  |  |  |  |  |  |  |  |  |  |  |  |  |
|  |                                      |  |  |  |  |  |  |  |  |  |  |  |  |  |  |  |